# Anton Srbecký
Anton Srbecký (* 18. října 1940) je bývalý slovenský fotbalista, pravý obránce.

## Fotbalová kariéra
V československé lize hrál za Dynamo/ZVL Žilina. Dal 3 ligové góly. Ze Žiliny přestoupil do ZVL Kysucké Nové Mesto.

### Prvoligová bilance
| Ročník          | Zápasy | Góly | Minuty | Klub          |
| --------------- | ------ | ---- | ------ | ------------- |
| I. liga 1961/62 | 1      | 0    | 90     | Dynamo Žilina |
| I. liga 1966/67 | 22     | 2    | 1 946  | ZVL Žilina    |
| I. liga 1967/68 | 17     | 0    | 1 389  | ZVL Žilina    |
| I. liga 1968/69 | 9      | 1    | 555    | ZVL Žilina    |
| CELKEM          | 49     | 3    | 3 980  |               |